# 바이마르 공화국
바이마르 공화국(독일어: Weimarer Republik 바이마러 레푸블리크[*])은 1919년부터 1933년 까지 독일을 가리키던 비공식적 지명이다. 바이마르라는 이름은 이 공화국의 헌법 제정단이 처음으로 회의를 개최한 바이마르란 도시 이름에서 따왔다. 정식 명칭은 1918년까지 존속했던 독일 제국 이름을 따온 독일국(독일어: Deutsches Reich 도이체스 라이히[*])이다.
바이마르 공화국은 이원집정부적 간접 민주제를 채택하였으며, 11월 혁명 속에서 탄생하게 되었다. 1919년 8월 11일에 '독일국'의 명칭으로 씌어진 헌법이 바이마르에서 소집된 의회에서 채택되면서 바이마르 공화국은 정식 출범하게 되었다. 이후 공화국은 초인플레이션과 극좌ㆍ극우 세력의 저항과 제1차 세계대전 이후 외교 관계의 논란 등 많은 문제에 직면하게 되었다. 이에 대해 공화국은 화폐, 세제, 철도 개혁을 단행해 성공을 거두게 된다. 또한 공화국은 베르사유 조약에서 공화국에게 주어진 요구를 없앴으며, 조약에서 요구된 군비 축소를 거의 단행하지 않았으며, 도스 플랜과 영 플랜을 통해 배상금의 일부만을 지급하였다. 로카르노 조약에서 공화국은 서부 국경을 인정하였지만 동부 국경에서는 논란의 여지를 남기기도 하였다.
1930년대에 대통령이었던 파울 폰 힌덴부르크는 계엄령을 통해 하인리히 브뤼닝, 프란츠 폰 파펜, 쿠르트 폰 슐라이허를 총리로 임명시켰다. 대공황은 브뤼닝 내각의 경제 정책을 붕괴시켰으며 실업률은 폭등하였다. 1933년에 히틀러는 연정을 통해 총리에 취임했으며, 나치는 각료 10명 중 2명을 나치하게 되었다. 폰 파펜은 부총리로 위촉되어 힌덴부르크와의 연결을 통해 히틀러 뒤에서 흑막 정치를 할 계획을 세우게 되었다. 그러나 히틀러는 폰 파펜의 계획과 달리 실질적인 권력을 잡아 독재 정치를 펼치게 되고, 이로써 바이마르 공화국은 사라지게 된다.

## 정치

### 공화정의 수립기
제1차 세계 대전 말 1918년 11월 9일 킬(Kiel) 군항에서 수병들이 폭동을 일으킴으로써 11월 혁명이 일어나 독일 제국 황제 빌헬름 2세는 폐위되어 네덜란드로 망명했고 독일은 11월 11일에 항복했다. 11월 혁명으로 제정이 붕괴된 이후, 사민주의자 중심세력으로 부상한 독일 사회민주당(SPD)에 의하여 1919년 8월 11일 독일 라이히(Deutsches Reich)의 새로운 정부가 수립되는데, 이 정부가 바이마르 공화국이다. 1933년 나치당이 제1정당으로 집권하기까지 존속하였다.
바이마르 공화국이라는 이 별명은 공화국 헌법의 초안 및 승인 절차가 베를린의 소요를 피해 바이마르에서 이루어졌기 때문이다. 이 공화정의 최대 특징은 민주제 연방국가의 정체이다. 또한, 대통령제와 의회의 혼합형태이다. 초대 대통령은 독일 사민당의 당수였던 프리드리히 에베르트이다.

### 공화정의 혼란기
평민 시민층은 처음에는 민주 공화제를 지지하였으나 제1차 세계대전에서 승리한 연합국을 중심으로 체결한 베르사유 조약이 독일의 식민지와 해외 이권의 포기, 독일 영토 축소와 독일군의 군비 축소 및 제한, 연합국에 막대한 배상금을 지불하는 등 조약의 내용이 매우 가혹한데다 그 조약으로 인해 독일은 알자스와 로렌 지방을 프랑스에 넘겨주었고 슐레지엔과 포즈난 지방을 폴란드에 넘겨주게 된다. 이 가혹한 조약으로 인해 평민 시민층은 극심한 인플레이션 현상과 실업난 등으로 생활고에 시달리게 되었고 좌·우익 세력으로부터 비판과 시위, 파업 등을 수차례 겪어야만 했다.

### 공화정의 안정기

바이마르 공화국의 지방 자치체.

이로 인해 좌익 세력과 우익 세력으로부터 모두 비판을 받았고 쿠데타와 반란, 파업 등등 공격을 받아가면서 정부가 매우 취약하였다. 경제적으로는 인플레이션 현상이 매우 극심했었던 시기였기도 했으나 외국 자본 등을 차입하여 최신의 생산 설비를 갖추게 됨으로써 생산성이 향상하게 되었고 세계에서 1, 2위를 다투는 대공업국으로 발전하였다. 또한 학문, 사상, 예술 방면에서도 눈부실 만큼 크게 발전하였으며 외교면에서도 외무장관 구스타프 슈트레제만의 외교정책 성과로 1924년 9월에는 미국의 원조계획인 도스 안이 성립되어 전후 배상문제도 일단락짓게 되었다.
1925년 12월 로카르노 조약이 체결되어 전승국과의 화해가 확립되었으며 1926년 9월 국제 연맹에 가입하면서 상임이사국으로 선출되기까지도 했다.
그러나 1925년 4월 대통령 선거에서 왕정 복고파 세력인 힌덴부르크가 당선되면서 모든 양상이 바뀌기 시작하게 된다. 힌덴부르크가 대통령 선거에서 당선됨에 따라, 우익 민족주의 성격으로 강세를 보이며 국력을 증대함에 따라 '강력한 대독일'의 부흥과 대외적 대발전을 지향하는 귀족, 군부, 관료 세력들 등의 권력이 점점 강화되었다. 이 때 당시 바이마르 공화정이 성립된 이래 대외적 목표는 1914년 당시 국경 그대로 회복하는 것, 유럽의 패권 및 과거 독일의 해외 식민지 회복, 군비 회복 및 배상금 지불 폐지 등이었다.

### 공화정의 몰락기
1928년 5월 총선거에서는 독일 사회민주당과 독일 공산당이 세력을 확장했으며 그 추세에 따라 사회민주당 세력이 왕정 복고파까지 포섭하여 불안정한 내각을 조직하였다. 그러나 제1차 세계 대전 패전의 상처를 딛고 겨우 다시 일어서는 순간에 1929년 경제 대공황을 맞아 결정타를 맞게 된다. 미국에서 시작된 경제 대공황이 독일에까지 파급됨에 따라 실업자는 급증했고 국고는 거액의 적자로 허덕이게 되면서 내각은 사회 정책비 삭감과 세금 증세로 위기를 넘기려고 하였으나 좌·우익 세력 양쪽으로부터 반대로 실패하고 1930년 3월에 내각은 무너지고 말았다.
이어 의회를 통해 지지를 기반으로 하지 않은 대통령 비상내각으로서 잇달아 비상 긴급령과 군부 세력, 보수파들의 지지를 배경으로 독재 정치를 시행하기에 이르렀다. 이로 인해 중도파나 온건 보수파세력들은 대거 파시스트 성향인 나치당 지지파로 전향했으며 1932년 4월 대통령 선거에서 중도파인 힌덴부르크가 재당선되었으나 나치당 당수였던 아돌프 히틀러도 힌덴부르크에 못지 않은 지지표를 얻게 되었고, 의회에서도 나치당과 공산당이 합친 수가 과반수를 점령했다.
우익 세력 보수파들은 나치당을 중심으로 단결한 반면, 좌익 세력의 사회민주당과 공산당은 격렬한 내분이 일어나 대립했다. 게다가 경제 대공황의 여파는 날로 갈수록 더욱 심각해져서 국민들의 불만과 생활고는 날로 갈수록 높아져만 갔다. 군부, 관료, 자본가, 농민층 그리고 중산층까지도 나치당 지지로 기울어지게 되어 결국 1933년 1월 힌덴부르크 대통령이 아돌프 히틀러를 총리로 임명하였다. 1933년 2월 27일 독일 공산당 당원들이 독일 국회의사당을 방화했다고 나치에 의해 주장된 독일 국회의사당 방화 사건이 일어난 것을 계기로 나치당 정권은 공산주의 및 사회주의 계열 정당들에 대한 대대적인 탄압을 행했으며 이어 실시된 총선거에서 43.9%의 득표율을 차지하여 의석수 288석을 차지했다. 그리하여 나치당은 독일의 제1정당으로 집권하게 되었고 1934년 힌덴부르크 대통령이 사망하면서 당시 총리였던 아돌프 히틀러가 총통으로 집권하면서 바이마르 공화정은 막을 내린다.

## 기타

### 바이마르 공화국 연구사
바이마르 공화국은 나치와는 떼놓을 수 없는 분야이다. 공화국의 몰락과 나치의 집권은 오랫동안 바이마르 공화국사의 중심 과제가 되어왔다.
바이마르 공화국의 연구는 전후 나치당이 은폐한 문서가 대량 공개되면서 공화국 초기 연구를 시작으로 활기를 띄어간다. 나치 집권 이후 공화국에 대한 평가는 몹시 부정적인 것으로 주로 보수파들의 주장("등 뒤의 비수", "11월의 범죄자" 등)이었다. 공화국에 대한 평가는 망명 독일인 역사가들에 의해 진행되었고 보수파들의 견해에 대한 반론이었다.
본격적인 연구는 1950년대 이후부터 이루어졌다. 1955년에 브라허의 《Die Aufloesung der Weimar Republik(1955)》이 출판된다. 아직 브라허의 업적을 뒤집을 만한 책은 나오지 않았으며 아직 최고의 저서로 손꼽히고 있다.
그의 주장은 나치 집권은 우연이 아니며 국내외적 상황악화도 그들의 집권이 가능한 이유였으나 더 큰 원인은 보수파들의 최종적 노력의 산물이라는 것이다.
브라허에 대한 비판은 브레히트로부터 시작된다. 브라허는 파펜의 쿠테타에 적극 대응못한 브뤼닝 정권의 SPD를 비판하였는데 브레히트는 브뤼닝을 상당히 긍정적으로 평가한다. 콘쩨도 브레히트에 동조한다. 의회민주주의의 틀이나마 지키고자했던 브뤼닝을 어쩔 수 없는 행동의 제약으로 긍정적으로 평가하는 것이다.
1950년대에는 주로 공화국의 몰락이 주 연구 대상이었으나, 1960년대 이후에는 공화국 초기에 대한 연구가 활발해진다. 공화국 몰락의 원인을 쫓다보니 창건 당시로 거슬러 올라갈 수밖에 없던 것이다.
정설은 에르트만에 의해 내려진다. 그의 의견이 정설로 받아들여질 수 있었던 것은 당시의 정치적 상황이 독일의 분단국화가 기정 사실화된 당시 에르트만은 바이마르 공화국과 서독을 법통적으로 이었으며 1918 ~ 1919년의 SPD의 선택을 긍정적으로 평가하는 동시에 냉전 치하에서 반공주의적 견해를 비쳤기 때문이다.
에르크만과 대별되는 사람은 출판 당시엔 별 관심을 얻지 못했던 로젠베르크이다. 그는 당시 프롤레타리아 계급이 사회 변혁 주체로서 기회를 잡을 기회가 있었다고 본다. 이런 관점에서 그의 연구는 자연히 왜 프롤레타리아 계급이 강력한 세력으로 통합하지 못했는지를 밝히는 데 집중된다.
동독에서는 SED(사회주의통일당, 현 좌파당 (독일))) 중앙위원회가 이 혁명을 실패한 프롤레타리아 혁명이라고 간주한다. 즉, 혁명의 외적 조건은 성숙하였으나, 혁명을 이끌 전위 조직이 없었다는 것이다. 그리하여 카를 리프크네히트와 로자 룩셈부르크가 주도하여 창당된 독일 공산당(KPD)이 독일 노동운동사에서 분수령을 이룬다고 주장하는 것이다. 이들은 KPD의 중심세력인 스파르타쿠스단을 과대평가하는 반면 SPD, USPD(SPD에서 전쟁지지문제로 떨어져 나온 독립사회민주당)를 반역자 내지는 기회주의세력으로 매도하고 있다.
그러나 이러한 편협하고 교조적인 해석에 판에 박히긴 했지만, 그들의 연구는 서독사가들이 접할 수 없는 자료들을 이용하여 각 지방사나 인민민병대에 대한 괄목할 성과를 냈다는 점에서 중요하다.

## 주해
1. ↑  참고로 독일국(Deutsches Reich)은 1871년에 성립된 독일 제국, 1919년에 성립된 바이마르 공화국(Weimarer Republik), 1933년부터 1945년까지 통치한 나치 체제를 두루 일컫는 공식 국호이다. 따라서 Reich를 단순히 "제국"이라고 한역함은 오류임.

## 같이 보기
- 리처드 J. 에반스

## 참고 문헌
- 〈독일사 제국면〉, 느티나무, 1991년 2월 25일
- 〈고등학교 세계사〉, 교학사
- 마틴 키친 (2001년 11월 30일). 《사진과 그림으로 보는 케임브리지 독일사》. 서울: 시공사. ISBN 978-89-527-1647-7.
- 오인석 외 공저 (2002년 6월 25일). 《바이마르공화국》. 서울: 삼지원. ISBN 978-89-7490-919-2.

- 오인석 (1997년 12월 31일). 《바이마르 공화국의 역사 : 독일 민주주의의 좌절》. 한울아카데미. ISBN 978-89-460-2481-6.
- 서울대학교 독일학연구소 (2000년 9월 30일). 《독일 이야기 1 : 독일어권 유럽의 역사와 문화》. 거름. ISBN 978-89-340-0166-9.
- 서울대학교 독일학연구소 (2000년 9월 30일). 《독일 이야기 2 : 통일 독일의 사회와 현실》. 거름. ISBN 978-89-91799-43-1.